# Marguerite Bourcet
Marguerite Marie Bourcet, née le 26 août 1899 à Dole et morte le 18 juin 1938 à Paris (15e,, est une écrivaine française.

## Biographie
Fille d'un médecin, elle connaît dès ses vingt ans un succès qui ne se démentira pas et lui permettra de collaborer à la Revue des Deux Mondes, à la Semaine de Suzette et à Les Veillées des chaumières. Elle se revendique ouvertement écrivain catholique. Elle a un soeur cadette, Rose (1903-1998), mariée à un pharmacien chimiste.
La mort prématurée de sa mère et une déception sentimentale douloureuse l'amènent à se consacrer entièrement à la littérature. Elle trouve une amie sincère en la personne de Lucienne Ella Bouet qui la secondera dans sa vocation et lui consacrera une biographie. Son père meurt en 1936.
En octobre 1932, après avoir participé à une retraite des écrivains catholiques organisée à Versailles par le père Bessières, elle instaura avec Berthe Bernage les journées des femmes écrivains catholiques. Sa biographie Un couple de tragédie : le duc et la duchesse d'Alençon (1939) était un succès phénoménal, un bestseller qui connait plus que 181 éditions et plusieurs traductions. La duchesse d'Alençon était la sœur favorite de l'Impératrice de l'Autriche, Élisabeth de Wittelsbach (Sissi).
Elle meurt d'un cancer à l'âge de 38 ans. Elle est inhumée au cimetière de Vaugirard (division 13), à Paris.

## Œuvres
- La mort de Lamartine, poème, 1919, prix de l'académie lamartinienne de Mâcon;
- L'Héritière de Ferlac, Paris, Gautier-Languereau, 1922, illustrations de Raffin.
- L'Étoile de Navailles, Paris, Gautier-Langereau, 1925, illustrations de Raffin.
- Toujours prêtes, Paris, Éditions Spes, 1930, illustrations de Maurice Lavergne.

- Prix d’Académie 1931 de l'Académie française
- Princesse de neige, suivi de La romance d'autrefois, Paris, Gautier-Languereau, 1931, illustrations de Raymond de La Nézière.
- Le Cœur reste le même, nouvelles, (Avant-propos, Elodie, jeune fille bien élevée, Laura la Romantique ou l'idylle en robe à volans, Flavie, petite Second-Empire, jupe en sonnette, cœur en grelot, Emmeline (décembre 1870), Marie, Fin de siècle, Marcelle, une "à la page" d'il y a vingt-cinq ans, Madeleine, Fille de France, Jacqueline, une d'après-guerre et Nicole, celle d'à présent. -  Paris, Gautier-Languereau, 1930.
- Le Jura, Paris, J. de Gigord, 1934
- Ils appelèrent la tempête, Editions Mariage et Famille, 1934[4]

- Prix Montyon 1935 de l'Académie française
- Mirage de gloire, 1935
- Un couple de tragédie : le duc et la duchesse d'Alençon, 1939